# Lexikon des Mittelalters
Lexikon des Mittelalters (на български: Лексикон на средновековието, съкращения: LMA, LexMA) е енциклопедия на немски език съдържаща около 36 хиляди статии посветени на европейското Средновековие и свързани с него теми. Обхванатият период се простира от Късната античност до края на 15 век. Лексиконът е продукт на около 1000 редактори от 14 страни и 3000 автори. От България участват Иван Дуйчев, Васил Гюзелев, Иван Божилов и други.
Лексиконът обхваща 9 тома плюс показалец. Редакционната работа е завършена през 1977 г. (том 1) до 1999 г. (том 9). Първото издание е на Artemis-Winkler (том 1 – 6) и LexMA (Мюнхен, том 7 – 9). Съществуват още книжни издания на Metzler и dtv, както и издание на диск. Онлайн-достъп до лексикона предлага фирмата Brepols.

## Издания
- Lexikon des Mittelalters (LMA), LexMA-Verlag, München 1980ff, ISBN 3-423-59057-2
- Lexikon des Mittelalters, Metzler, 1999, ISBN 3-476-01742-7
- Lexikon des Mittelalters, dtv, 2000, ISBN 3-423-59057-2